# Momentversagen
Momentversagen ist ein deutscher Fernsehfilm des Regisseurs Friedemann Fromm aus dem Jahr 2014, der von der Produktionsfirma Radical Movies Production produziert wurde. Produzent war Michael Gebhart. Die Erstausstrahlung erfolgte am 22. Oktober 2014 um 20.15 Uhr im Ersten. In dem Drama geht es um eine Ausnahmesituation nach einem Kontrollverlust in der bürgerlichen Welt eines Staatsanwaltes.

## Handlung
Staatsanwalt Manuel Bacher feiert mit Kollegen seine Beförderung und begeht danach mit einer neuen Staatsanwältin einen Seitensprung, den er sofort bereut. Auf dem Heimweg zu seiner schwangeren Frau bemerkt er den Streit eines Junkie-Pärchens im Park und greift ein: Auch aus Wut über seinen eigenen Fehltritt schlägt er den Mann mit einer Flasche nieder. Am nächsten Tag erfährt er, dass der Mann tot ist. Er meldet sich nicht bei der Polizei, um seine Karriere, seine Frau und das komfortable Leben im neuen Haus nicht zu gefährden.
Die ehemalige Drogenabhängige Joy hat das Geschehen beobachtet und setzt Bacher unter Druck. Druck übt auch die neue Staatsanwältin Caroline von Studt aus, die in dem Fall ermittelt. Schließlich gesteht Bacher seiner Frau Leonie den Seitensprung und später auch seinen Gewaltausbruch. Leonie ist zunächst enttäuscht, steht ihm aber zur Seite.
Joy nistet sich bei Familie Bacher ein, Manuel Bacher will reinen Tisch machen, ihn plagt sein Gewissen, zumal ein anderer wegen des Tötungsdelikts in Untersuchungshaft sitzt, der schließlich sogar Selbstmord begeht. Doch Leonie hält ihn davon ab und kümmert sich um Joy, um ihre gemeinsame Zukunft nicht aufs Spiel zu setzen. Sie plant sogar, mit Joy eine Boutique zu eröffnen, aber als die beiden den Rohbau eines möglichen Ladens besichtigen, stürzt Joy auf der Baustelle in die Tiefe und stirbt. Ob es sich um einen Unfall handelte oder ob der Sturz durch Leonie verursacht wurde, bleibt offen. Leonie wird wegen eines Nervenzusammenbruchs ins Krankenhaus eingeliefert. Ermittlungsbeamte finden schließlich einen Baseballschläger in Joys Zimmer, mit dem der Drogenabhängige nachweislich getötet wurde, und die seinerzeit im Park bedrängte Frau gesteht die Tat. In der Zwischenzeit angelaufene Ermittlungen gegen Manuel werden eingestellt.

## Hintergrund

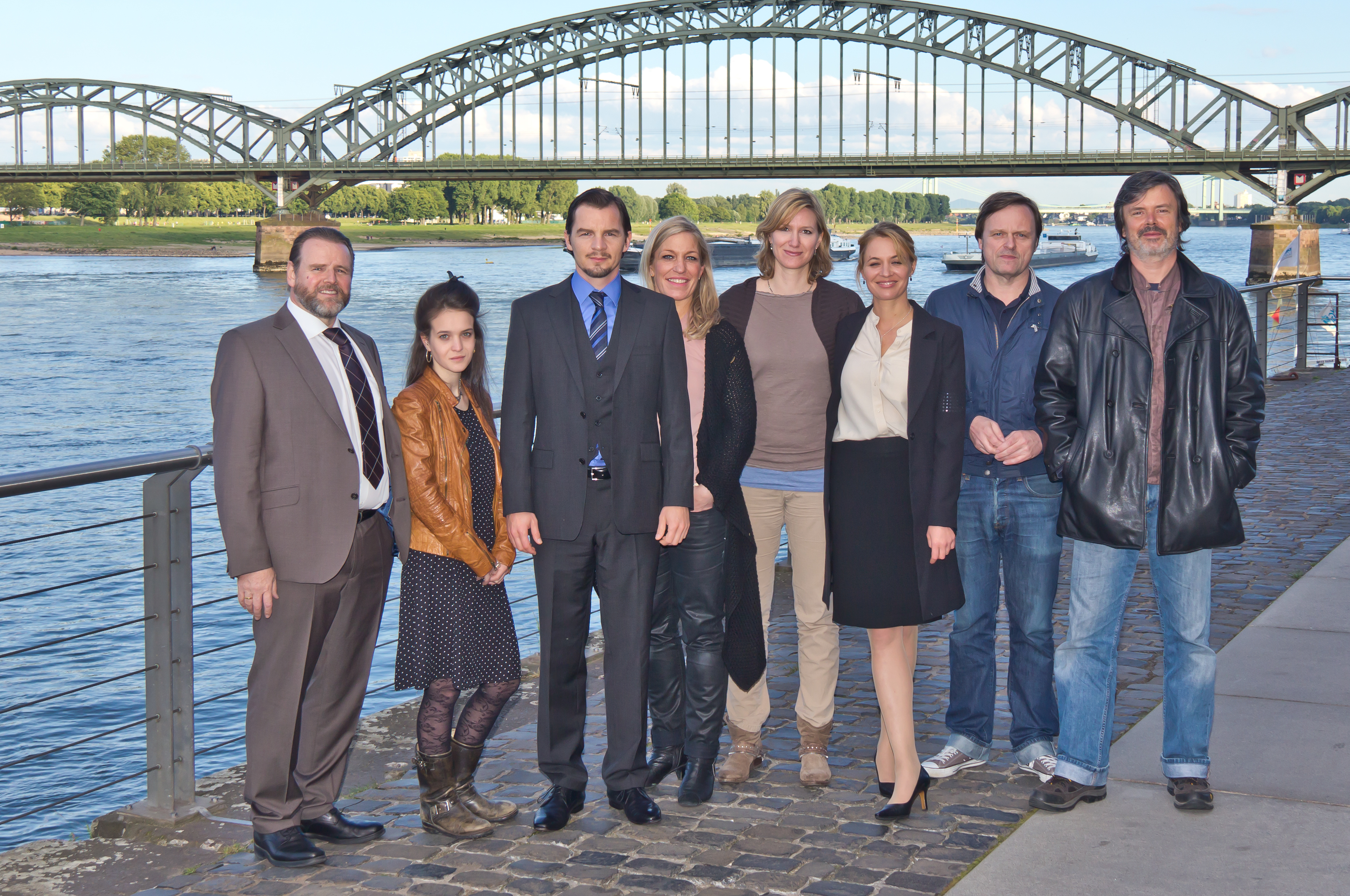
Set-Termin zum WDR/ARD-Fernsehfilm „Momentversagen“ Foto: Felix Vörtler, Lili Zahavi, Felix Klare, WDR-Redakteurin Caren Toennissen, Producerin Eva Laass, Julia Thurnau, Produzent Michael Gebhart, Regisseur Friedemann Fromm

Regisseur Fromm wollte laut eigenen Angaben mit seinem Film „Momentversagen“ zeigen, was passiert, wenn die „Unterschicht“  in die Mittelschicht eindringt. Er und Drehbuchautor Norbert Ehry hatten bereits 2003 bei der Grimme-Preis-nominierten Krimifolge K3 – Kripo Hamburg – Auf dünnem Eis zusammengearbeitet.
„Momentversagen“ ist die erste Produktion der Radical Movies Production für den WDR. Produzent ist Michael Gebhart, Eva Laass die Producerin. Caren Toennissen ist die verantwortliche WDR-Redakteurin. Der Film wurde mit HDR-Kameras aufgenommen.
Der Fernsehfilm erreichte bei seiner Erstausstrahlung mit 5,00 Millionen Zuschauern einen Marktanteil von 15,5 Prozent.

## Rezeption
Rainer Tittelbach lobt in seiner Rezension die effiziente, auf Reduktion setzende Dramaturgie und die „präzise Bildsprache“ des Films. Felix Klare spiele den Staatsanwalt Manuel Bacher „sehr überzeugend“.
Thomas Gehringer vom Tagesspiegel würdigt, dass  Regisseur und Drehbuchautor „die Geschichte über die Krimi-Routine hinaus“ trieben und der Film spannend bleibe, da „nicht jedes Rätsel in diesem psychologisch ausgefeilten Drama auf Anhieb gelöst“ werde.
Der filmdienst kritisiert dagegen die mangelnde Glaubwürdigkeit des Films. Die Auswirkungen von Bachers Kurzschlusshandlung würden „übertrieben exaltiert durchexerziert“.
Auch Frank Preuß von der Westdeutschen Allgemeinen Zeitung moniert die abnehmende Glaubwürdigkeit des Drehbuchs, nachdem Joy in das Haus der Bachers eingezogen ist. Jedoch bescheinigt er den Schauspielern, „seriöse Arbeit“ abgeliefert zu haben, und Regisseur Fromm einen „erfreulich unaufgeregten“ Erzählstil.
Die Welt-Kritikerin Barbara Möller bezeichnet Momentversagen als „Film Noir in Farbe“. Das Drehbuch sei zwar nicht originell, es erinnere an Filme wie Eine verhängnisvolle Affäre und Aus Mangel an Beweisen. Dank Regisseur Fromm, der keine Happy Ends möge, sei jedoch trotzdem ein „sehr guter, spannender Film“ daraus geworden. Auch die Besetzung sei hervorragend, insbesondere Lisa Wagner rage heraus.